# Solina (samhälle)
Solina är ett samhälle i Bosnien och Hercegovina.   Det ligger i entiteten Federationen Bosnien och Hercegovina, i den nordöstra delen av landet, 80 km norr om huvudstaden Sarajevo. Solina ligger 272 meter över havet och antalet invånare är 4 780.
Terrängen runt Solina är kuperad åt nordost, men åt sydväst är den platt. Runt Solina är det ganska tätbefolkat, med 90 invånare per kvadratkilometer.. Närmaste större samhälle är Tuzla, 3,4 km sydväst om Solina. 
Omgivningarna runt Solina är en mosaik av jordbruksmark och naturlig växtlighet.